# ۵۸۹ (پیش از میلاد)
۵۸۹ (پیش از میلاد) ۵۸۹مین سال قبل از تقویم میلادی است.